# Jorge Scarso
Jorge Scarso OFMCap (* 13. August 1916 in Modica, Italien; † 28. Oktober 2015 ebenda) war ein italienischer Ordensgeistlicher und römisch-katholischer Bischof von Patos de Minas in Brasilien.

## Leben
Scarso trat der Ordensgemeinschaft der Kapuziner bei und empfing am 28. Juni 1942 die Priesterweihe.
Papst Paul VI. ernannte ihn am 29. November 1967 zum Titularbischof von Gemellae in Numidia und zum Weihbischof in Patos de Minas. Der Apostolische Nuntius in Brasilien, Erzbischof Sebastiano Baggio, spendete ihm am 25. März des nächsten Jahres die Bischofsweihe; Mitkonsekratoren waren José Maria Pires, Erzbischof von Paraíba, und José André Coimbra, Bischof von Patos de Minas. Nach dem Tod von José André Coimbra am 16. August 1968 wurde er am 28. Dezember 1968 zu dessen Nachfolger als Bischof von Patos de Minas ernannt. 
Am 8. Januar 1992 nahm Papst Johannes Paul II. seinen altersbedingten Rücktritt an. Er starb am 28. Oktober 2015, nachdem er zuvor wegen Atemwegserkrankungen in ein Krankenhaus in Módica eingeliefert worden war.